# Ethelbert de Kent
Ethelbert (de asemenea Æthelbert, Æthelberht, Aethelberht sau Aethelbert) (c. 560 – 24 februarie 616) a fost rege al Kentului din jurul anului 580 sau 590 până la moartea sa. A fost primul suveran anglo-saxon care s-a convertit la creștinism.
A fost fiului lui Eormenric, căruia i-a succedat ca rege, conform Cronicii anglo-saxone. S-a căsătorit cu Bertha, fiica creștină a regelui Parisului, Charibert I. Căsătoria a avut loc, probabil, înainte ca Ethelbert să urce pe tron și a constituit o alianță cu cel mai puternic stat din Europa de Vest contemporană. E posibil ca prin influența Berthei, Papa Grigore I să ia decizia de a-l trimite pe Augustin ca misionar de la Roma.
Augustin a ajuns pe Insula Thanet în estul Kentului în anul 597. La scurt timp după aceea, Ethelbert a fost convertit la creștinism, se fondează biserici și au loc convertiri în masă la creștinism în întreg regatul. Ethelbert prevede terenuri pentru noua biserică de la Canterbury, unde va fi fondată viitoarea mânăstire a Sf. Augustin.
Ethelbert a lăsat un cod de legi, care este cel mai vechi document juridic scris într-o limbă germanică cunoscută. Sub domnia lui, Kentul a devenit o țară prosperă, cu un comerț intens cu continentul. Pentru prima dată după invazia anglo-saxonă  monedele au început să circule în Kent în timpul domniei sale.
Mai târziu, Ethelbert a fost canonizat pentru rolul său în creștinarea anglo-saxonilor. Inițial, prăznuirea lui a fost stabilită la data de 24 februarie, însă a fost schimbată la data de 25 februarie.